# لو (ممثلة)
لو (بالفرنسية: Lou Jean)‏ هي مغنية وممثلة فرنسية، ولدت في 27 يناير 2004 في Saint-Nazaire-d'Aude ‏ في فرنسا.

## وصلات خارجية
- لو (ممثلة) على موقع IMDb (الإنجليزية)
- لو (ممثلة) على موقع ألو سيني (الفرنسية)
- لو (ممثلة) على موقع ميوزك برينز (الإنجليزية)
- لو (ممثلة) على موقع ديسكوغز (الإنجليزية)
- لو (ممثلة) على موقع قاعدة بيانات الفيلم (الإنجليزية)